# Rio Piratinga
Rio Piratinga är ett vattendrag i Brasilien.   Det ligger i delstaten Minas Gerais, i den sydöstra delen av landet, 190 km öster om huvudstaden Brasília.
Omgivningarna runt Rio Piratinga är huvudsakligen savann. Runt Rio Piratinga är det mycket glesbefolkat, med 4 invånare per kvadratkilometer.